# Audio-Technica
Az Audio-Technica Corporation (株式会社オーディオテクニカ; Hepburn: Kabushiki-gaisha Ōdio Tekunika) egy 1962-ben alapított mikrofonokat, fejhallgatókat és egyéb hangeszközöket gyártó japán cég.
2005-ben fejlesztette ki az Audio-Technica az „Uniguard” technológiát amivel a mikrofonok ellenállnak az elektromos interferenciának. Az Audio-Technica több mint 50 régebbi mikrofonjába építette be ezt a technológiát.

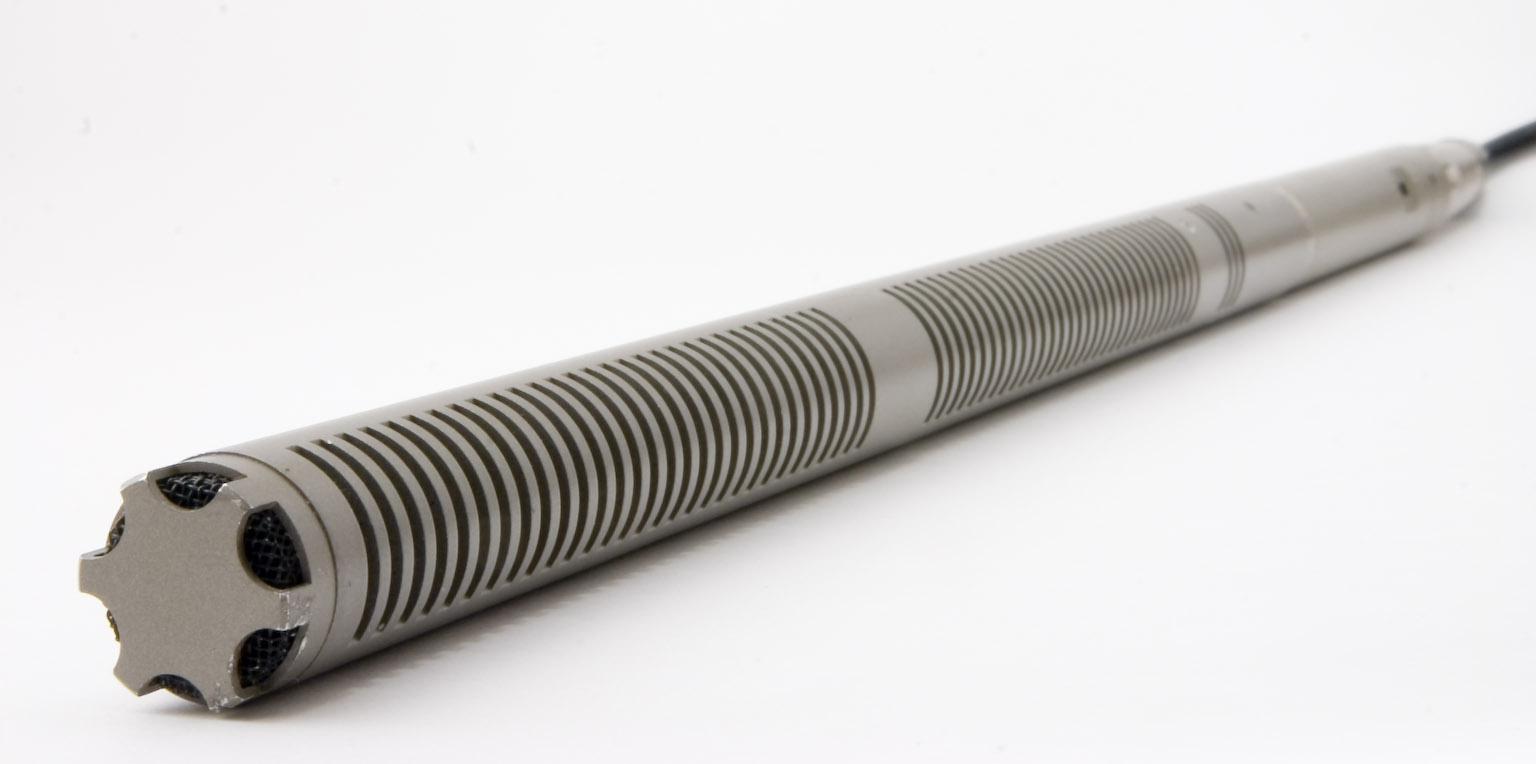
Az Audio-Technica AT815a puskamikrofonok (shotgun mikrofon)